# Campeonato Europeo de Taekwondo de 2020
El XXIV Campeonato Europeo de Taekwondo se iba a celebrar en Belgrado (Serbia) en mayo de 2020 bajo la organización de la Unión Europea de Taekwondo (ETU) y la Federación Serbia de Taekwondo. Pero debido a la pandemia de COVID-19, el evento fue primero pospuesto para noviembre con sede en la ciudad búlgara de Samokov, y posteriormente cancelado definitivamente.